# Hypsocormus
Hypsocormus is een vooralsnog monotypisch geslacht van uitgestorven straalvinnige beenvissen die leefden in het Juratijdperk. Het geslacht is bekend van twee vondsten; de enige soort die in het geslacht wordt geplaatst is Hypsicormus insignis.

## Kenmerken
De vis werd ongeveer een meter lang. Hij bezat zowel ontwikkelde als primitieve kenmerken. Het lichaam van het dier werd omhuld door een zwaar pantser van dikke, met glazuur bedekte rhomboïde schubben, die echter vrij klein waren in verhouding tot die van zijn voorgangers, en aldus een grotere bewegingsvrijheid toelieten. De staart was symmetrisch en halvemaanvormig, met benige vinstralen, met grote staartlobben. De vis had een lange aarsvin en één rugvin. Aan de onderzijde van het lichaam bevonden zich de vrij grote borst- en de kleinere buikvinnen, die zich halverwege de buik bevonden. De kop was klein in vergelijking met het massieve lichaam.

## Leefwijze
Hypsocormus was een snel zwemmende en behendige visetende rover. Zijn kaken waren flexibel en beweeglijk en uitermate krachtig gebouwd met een lange onder- en bovenkaak met scherpe tanden. Dit roofdier werd op zijn beurt opgejaagd door vele reptielen zoals mariene ichthyosauriërs en plesiosauriërs, die in groten getale aanwezig waren in de zeeën en lagunes in het Jura.

## Vondsten
Vondsten zijn gedaan in Engeland, Duitsland en Frankrijk.